# Touba (langue)
Le tuba-kiji ou touba est une langue turque parlée  dans la république de l'Altaï en Russie.
Les Tuba-Kiji sont parfois appelés « Tatars noirâtres » (en russe « чернёвых татар ») ou Toubalars..

## Classification interne
La langue est classée dans le groupe sibérien des langues turques. Elle est considérée comme un des dialectes septentrionaux de l'altaï. Ce sous-groupes comprend, outre le tuba-kiji, le tchalkan et le qumanda.

## Sources
- (ru) Баскаков, Н.A., Диалект чернёвых татар (туба-кижи), Северные диалекты алтаиского (ойротского) языка, 2 volumes, Moscou, Nauka, 1965-1966.